# فيل إفريقي
فيل إفريقي (بالإنجليزية: African elephant)‏ (الاسم العلمي: Loxodonta) هو جنس يتكون من نوعين من الفيلة الحية، الفيل الأدغال الإفريقي (الاسم العلمي: L. africana) وفيل الغابات الإفريقي الأصغر (الاسم العلمي: L. cyclotis). كلاهما من الحيوانات العاشبة وتعيش في مجموعات. لديه بشرة رمادية ويتميز في حجم آذانه وأنيابه، وفي شكل وحجم جمجمته. كلا النوعين مدرجان في قائمة الأنواع الضعيفة في القائمة الحمراء للاتحاد الدولي لحفظ الطبيعة منذ سنة 2004، وهددهما فقدان الموائل وتجزئتها. الصيد الجائر في تجارة العاج غير القانونية يشكل تهديدًا في العديد من بلدان النطاق أيضًا.
الفيل الإفريقي هو واحد من اثنين من أجناس موجودة من عائلة الفيليات. عُثر على بقايا أحفورية من أنواع الفيل الإفريقي في إفريقيا، والتي يرجع تاريخها إلى العصر البليوسيني المتوسط.

## التصنيف

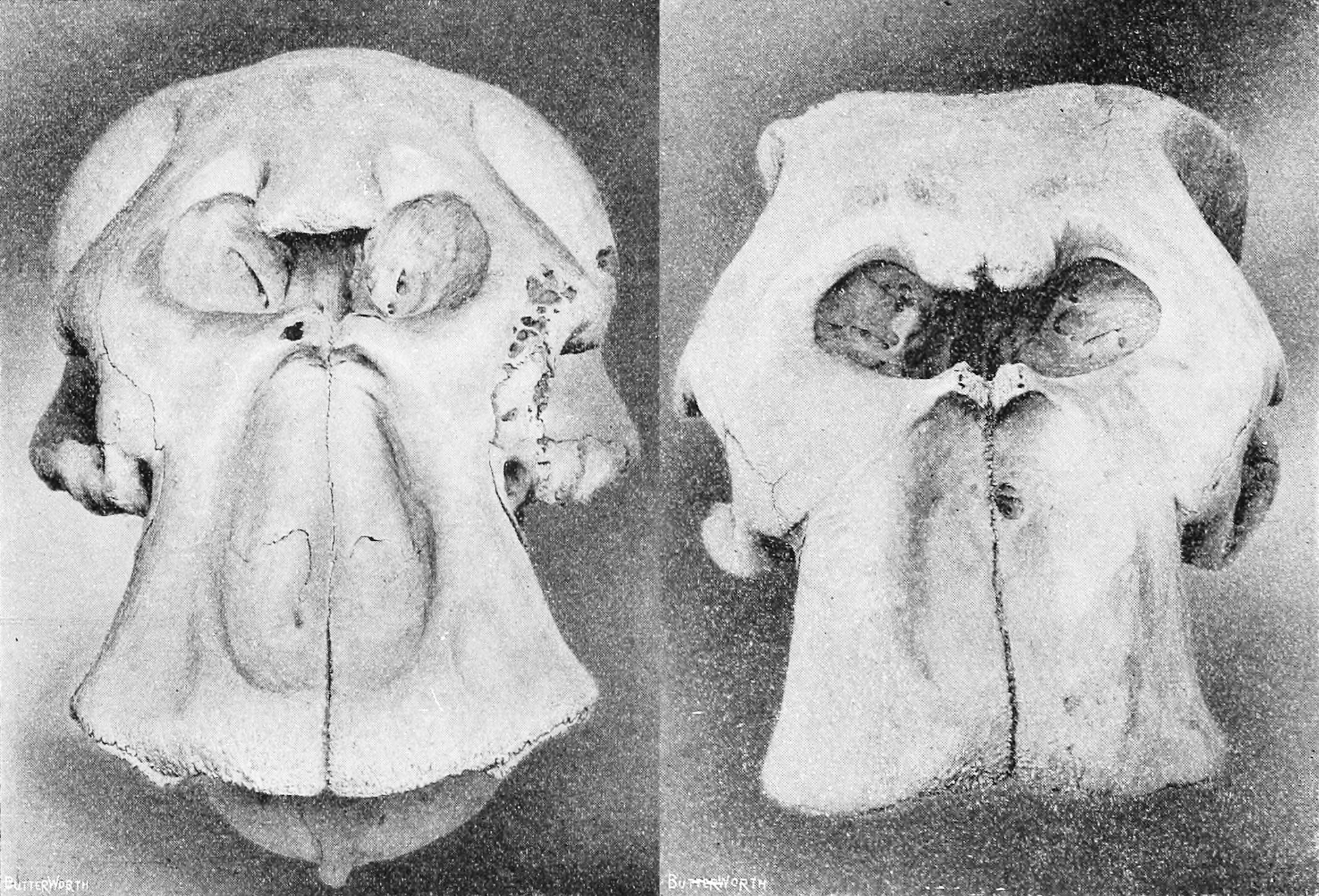
مقارنة بين جماجم الفيل الأدغال الإفريقيي (يسار) والفيل الغابات الإفريقي (يمين) في المنظر الأمامي. لاحظ الرأس الأقصر والأوسع في فيل الغابات الإفريقي، مع وجود تقعر بدلاً من الجبين المحدب.

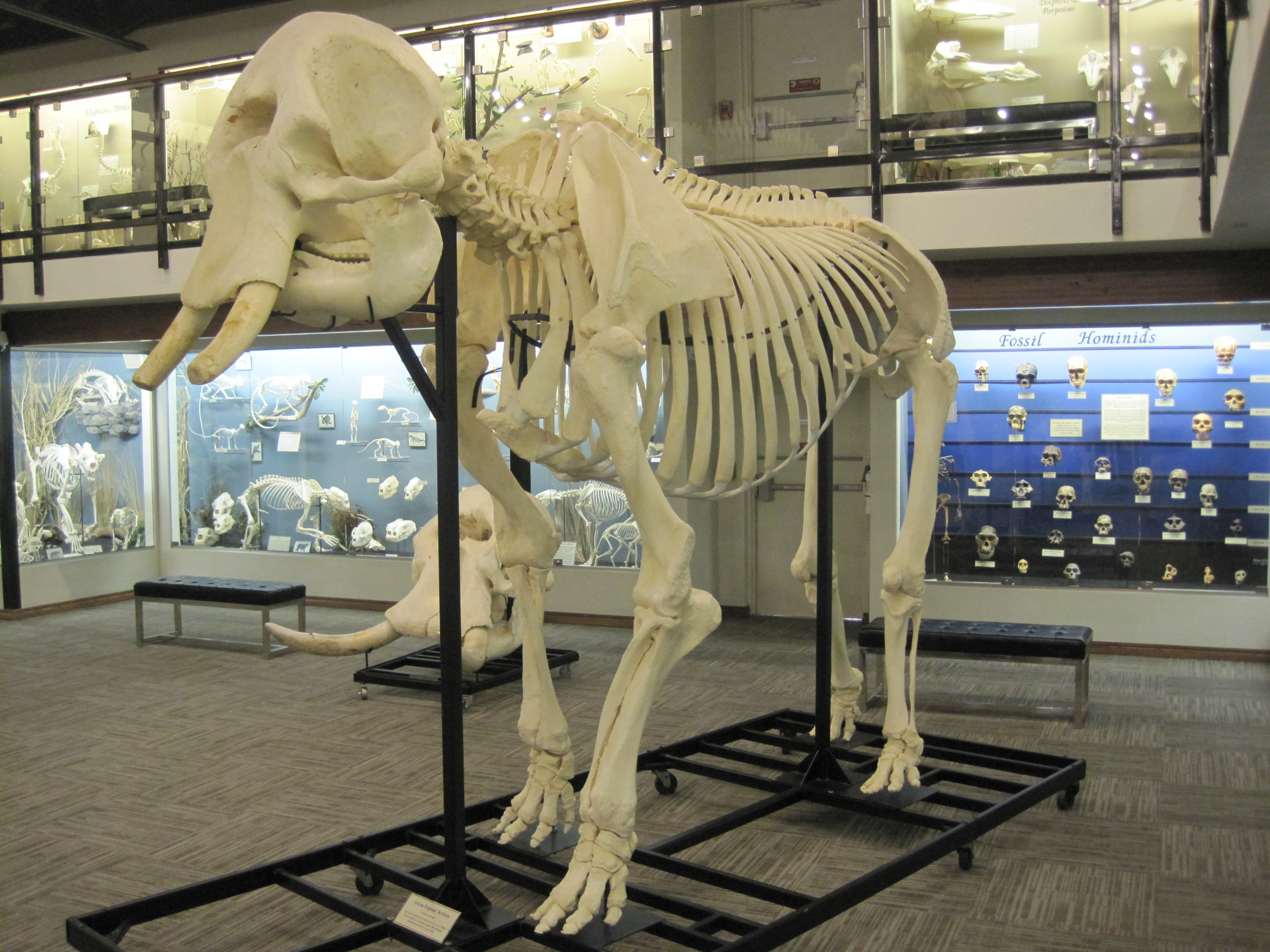
هيكل عظمي لفيلة الأدغال الإفريقية معروضة في متحف العظام، مدينة أوكلاهوما

أول وصف علمي للفيل الإفريقي كتبه يوهان فريدريش بلومنباخ في عام 1797 والذي اقترح الاسم العلمي (Elephas africanus). تم اقتراح (Loxodonte) كاسم علمي للفيل الإفريقي من قبل جورج كوفير في عام 1824. يشير هذا الاسم إلى ضرس على شكل معينات للأسنان، والتي تختلف اختلافًا كبيرًا عن شكل الضرس للفيل الآسيوي. استخدم مؤلف مجهول الإملاء اللاتيني (Loxodonta) في عام 1827. تم الاعتراف بـ (Anonymous) في القانون الدولي للتسمية الحيوانية في عام 1999.
اقترح بول ماتشي في عام 1900 اقتراحًا باسم الفيل الإفريقي (Loxodonta) الذي وصف ثلاث عينات من حيوانات الفيل في إفريقيا من الكاميرون تختلف جماجمها في الشكل عن جماجم الفيل التي تم جمعها في أماكن أخرى من إفريقيا. في عام 1936، اعتبر غلوفر موريل ألين هذا الفيل نوعًا متميزًا وسميه «غابة الفيل». في وقت لاحق اعتبر المؤلفون أنه نويع. قدمت التحاليل المورفولوجية والوراثية دليلًا على وجود اختلافات على مستوى الأنواع بين فيل الأدغال الإفريقي وفيل الغابات الإفريقي.
في عام 1907، اقترح ريتشارد ليدكر ستة أنواع من الفيل الإفريقي على أساس أحجام وأشكال مختلفة من آذانهم. انهم جميعا يعتبرون مرادفا لفيل الأدغال الإفريقي.

### الأفيال الإفريقية المنقرضة
بين أواخر القرن الثامن عشر والقرن العشرين، تم وصف الأفيال الإفريقية المنقرضة التالية على أساس بقايا الحفريات:
- فيل القرطاجي (Loxodonta africana pharaohensis) الذي اقترحه بولز إدوارد بيريس ديرانياغالا في عام 1948، عينة من الفيوم في مصر.[18]
- الفيل الأطلسي (Loxodonta atlantica) تم اقتراح ك (Elephas atlanticus) بواسطة أوغست بومل في عام 1879 بناءً على جمجمة وعظام عثر عليها في الجزائر.[19]
- الفيل المرغوب (Loxodonta exoptata) الذي اقترحه فيلهلم أوتو ديتريش في عام 1941 على الأسنان الموجودة في لايتولي، تنزانيا.[20]
- Loxodonta adaurora كان هذا النوع الذي اقترحه فنسنت ماجليو في عام 1970 عبارة عن هيكل عظمي كامل تم العثور عليه في كانابوي، كينيا.[21]

### التطور
يشير تحليل تسلسل الحمض النووي إلى أن الاختلاف الوراثي بين الأفيال الأدغال الإفريقية والأفيال الغابات الإفريقية يعود إلى ما بين 2.6 إلى 5.6 مليون سنة. ويقدر الاختلاف بين الفيل الآسيوي والماموث الصوفي منذ 2.5 - 5.4 مليون سنة، وهو ما يدعم بقوة وضعهم كأنواع مميزة. تم العثور على الفيل الغابات الإفريقية لديه درجة عالية من التنوع الجيني، وربما يعكس تجزئة دورية للموائل الخاصة بهم خلال التغيرات المناخية في العصر البليستوسيني.
انسياب المورثات بين اثنين من أنواع الفيل الإفريقي تم فحصه في 21 موقعا. وكشف التحليل أن العديد من الأفيال الأدغال الإفريقية تحمل الحمض النووي الميتوكوندريا من الأفيال الغابات الإفريقية، مما يدل على أنها تهجنت في المنطقة الانتقالية للغابات السافانا أيضا في العصور القديمة.
تم تحليل تسلسل الحمض النووي من الحفريات المنقرضة القديمة الأوراسية وهو فيل (Palaeoloxodon) المنقرض يدل على أنه أقرب بكثير إلى الفيل الغابات الإفريقية من الفيل الأدغال الإفريقي. وبالتالي تم التحقق من صحة الفيل الإفريقي.

## الوصف

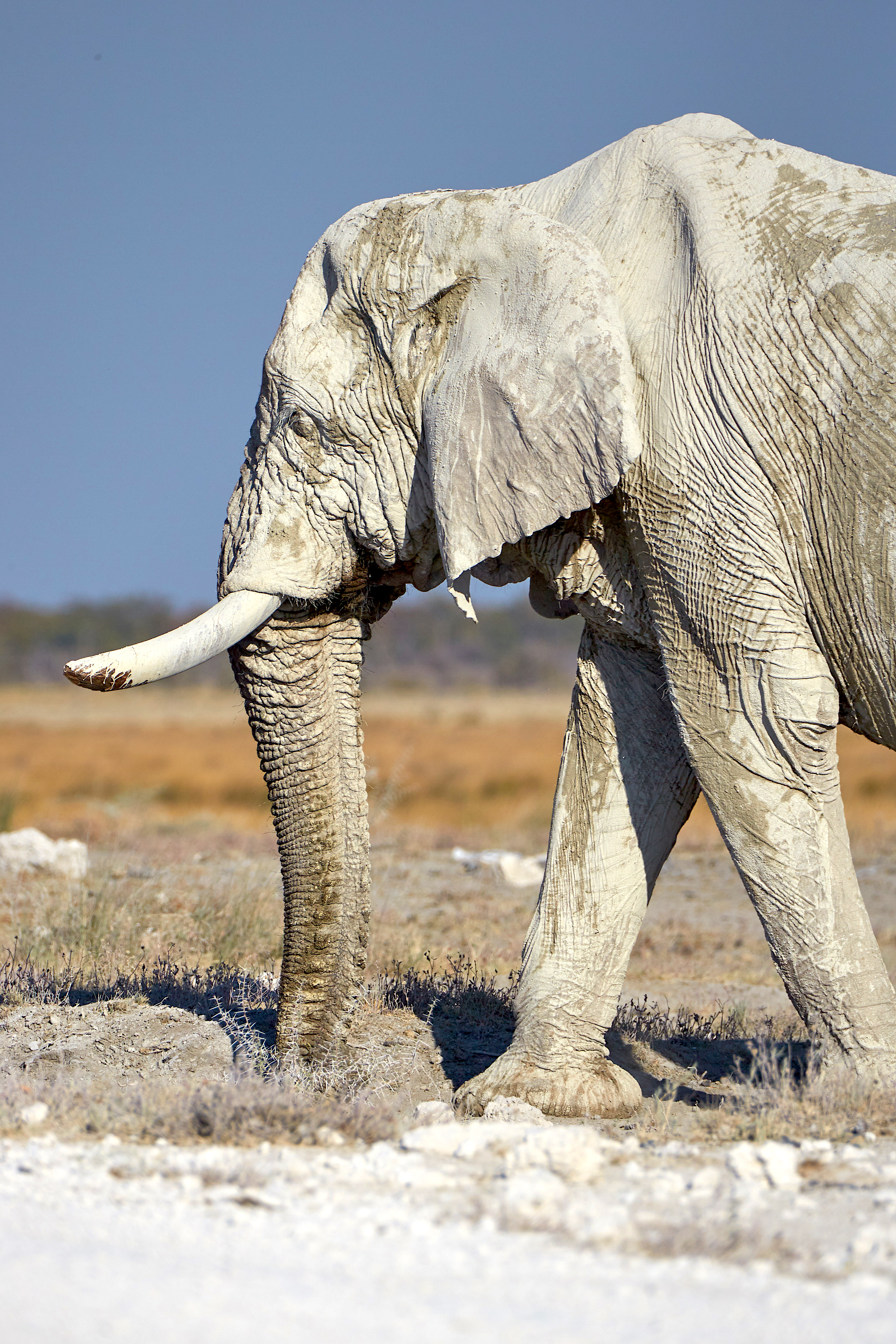
شعر قصير ينمو على الجذع

### الجلد والأذنين والجذع

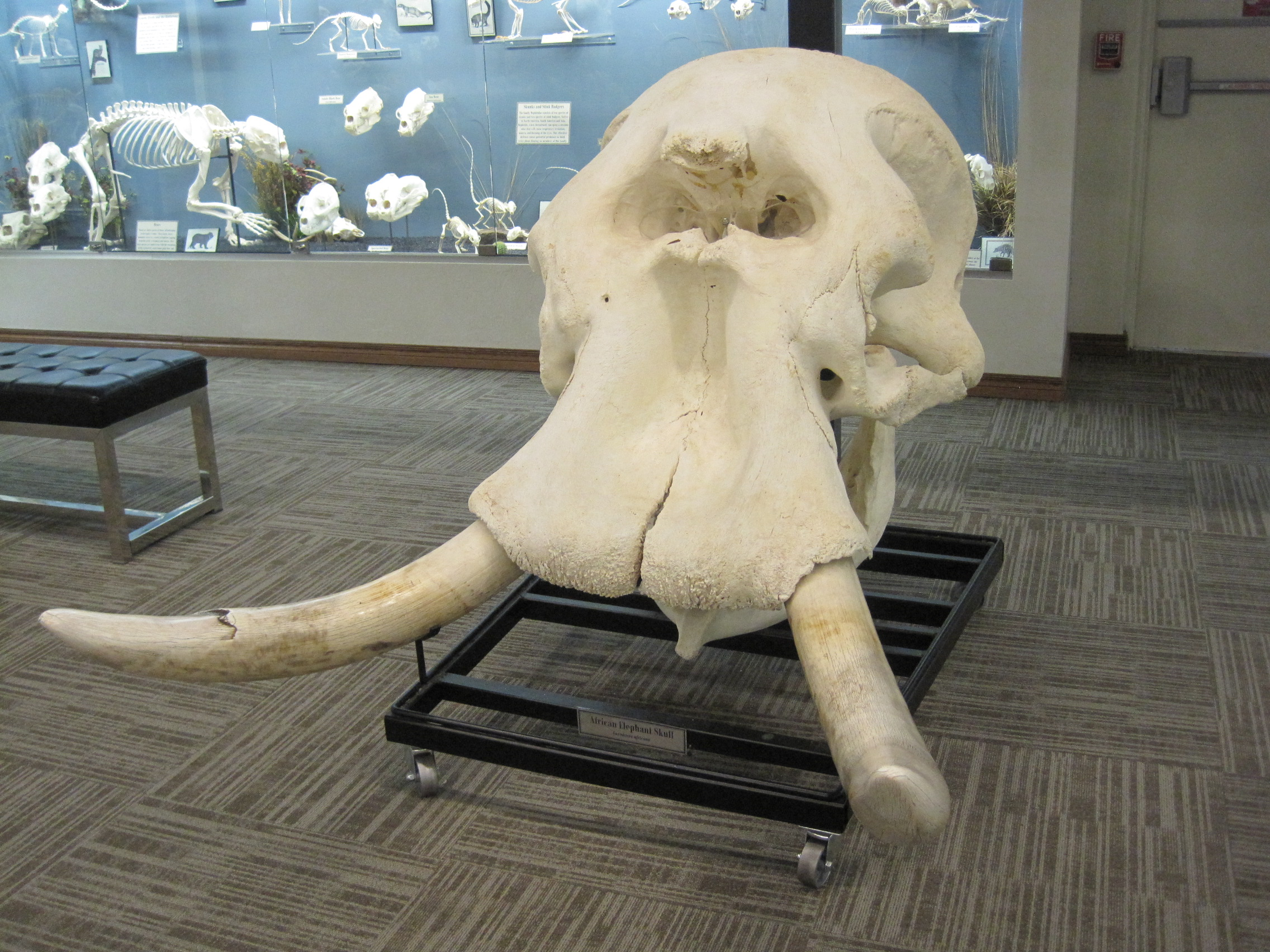
جمجمة فيل شجيرة إفريقية معروضة في متحف طب العظام

الأفيال الإفريقية لها جلد مطوي رمادي وسماكته تصل إلى 30 ملي (1.2 بوصة) مغطاة بشعر بني داكن متفرق إلى شعر أسود. ينمو الشعر القصير عن طريق الجذع، والذي يوجد به عمليتان تشبه الإصبع على الحافة. آذانهم الكبيرة تساعد على تقليل حرارة الجسم.  ترفرفهم يخلق التيارات الهوائية ويكشف الجوانب الداخلية للآذان حيث الأوعية الدموية الكبيرة تزيد من فقدان الحرارة أثناء الطقس الحار.  الجذع هو استطالة ذيل القابض من الشفة العليا والأنف. يعصب هذا العضو الحساس للغاية في المقام الأول عن طريق العصب الثلاثي التوائم، ويعتقد أنه يتم التلاعب به بواسطة حوالي 40-60,000 عضلة. بسبب هذا الهيكل العضلي، فإن الجذع قوي للغاية بحيث يمكن للأفيال استخدامه لرفع حوالي 3 ٪ من وزن الجسم. يستخدمونها في الشم واللمس والتغذية والشرب والغبار وإنتاج الأصوات والتحميل والدفاع والهجوم. تسبح الفيلة أحيانًا تحت الماء وتستخدم جذوعها للغطس.

### الأنياب والأضراس
كل من الفيلة الإفريقية من الذكور والإناث لديها أنياب تنبت من الأسنان المتساقطة تسمى (tuses)، والتي يتم استبدالها بأنياب عندما يبلغ عمر الدغفل (صغير الفيل) حوالي عام.  تتكون الأنياب من العاج، الذي يشكل هياكل صغيرة على شكل الماس في مركز الأنياب التي تصبح أكبر في محيطها. يتم استخدام الأنياب للحفر بحثًا عن الجذور وتجريد اللحاء من الأشجار من أجل الغذاء، ومقاتلة الذكور بعضهم البعض خلال موسم التزاوج، وللدفاع عن أنفسهم ضد الحيوانات المفترسة. يبلغ وزن الأنياب من 23 إلى 45 كغ (51-99 رطل) ويمكن أن يتراوح طولها من 1.5 إلى 2.4 م (5–8 قدم). وهية منحنية للأمام ويستمر في النمو طوال عمر الفيل.
صيغة الرياضية لأسنان الفيلة: {\displaystyle {\tfrac {1.0.3.3}{0.0.3.3}}\times 2=26}. الفيلة لها أربعة أضراس. يزن كل منهما حوالي 5 كـغ (11 رطل) ويبلغ طوله حوالي 30 سـم (12 بوصة). بينما يغطي الزوج الأمامي وينخفض في القطع، يتحرك الزوج الخلفي للأمام، ويظهر ضرسان جديدان في الجزء الخلفي من الفم. تستبدل الفيلة أسنانها حوالي أربع إلى ست مرات في حياتهم. في حوالي 40 إلى 60 عامًا، يفقد الفيل آخر أضراسه ويموت على الأرجح بسبب الجوع، وهو سبب شائع للوفاة. الفيلة الإفريقية لديها 24 أسنان في المجموع، ستة في كل ربع من الفك. تكون أعداد المينا الموجودة في الأضراس أقل عددًا من الأفيال الآسيوية.

### الحجم
الفيل الأدغال الإفريقي هو أكبر حيوان بري.  يبلغ طول الأبقار (الإناث) 2.2 إلى 2.6 م (7.2–5.5 قدمًا) عند الكتف ويزن 2,160-3,323 كـغ (4,762–7,125 رطل)، بينما يبلغ طول الثيران (الذكور) 3.2–4 م (10–13 قدمًا) ويبلغ وزنها 4,700-6,048 كـغ (10,362-13,334 رطل). ظهرها على شكل مقعر، في حين أن الجزء الخلفي من الفيل الغابات الإفريقية مستقيم تقريبا. كان أكبر فرد سجل يوماً كان على ارتفاع 3.96 متر (13.0 قدمًا) عند الكتف، ويقدر وزنه بـ 10,400 كـغ (22,900 رطل). وقفت أطول فرد مسجل على 4.21 م (13.8 قدم) عند الكتف ويزن 8000 كغ (18000 رطل).
فيل الغابة الإفريقية يكون أصغر مع ارتفاع كتف الذكور يصل إلى 2.5 متر (8.2 قدم) هذا هو ثالث أكبر حيوان بري. أجسادهم سميكة وتكون ممتلئة.

## التوزيع والموائل
[[ملف:Bee-Threat-Elicits-Alarm-Call-in-African-Elephants-pone.0010346.s004.ogv|تصغير|أسرة من الفيلة تستجيب لتحذيرات النحل

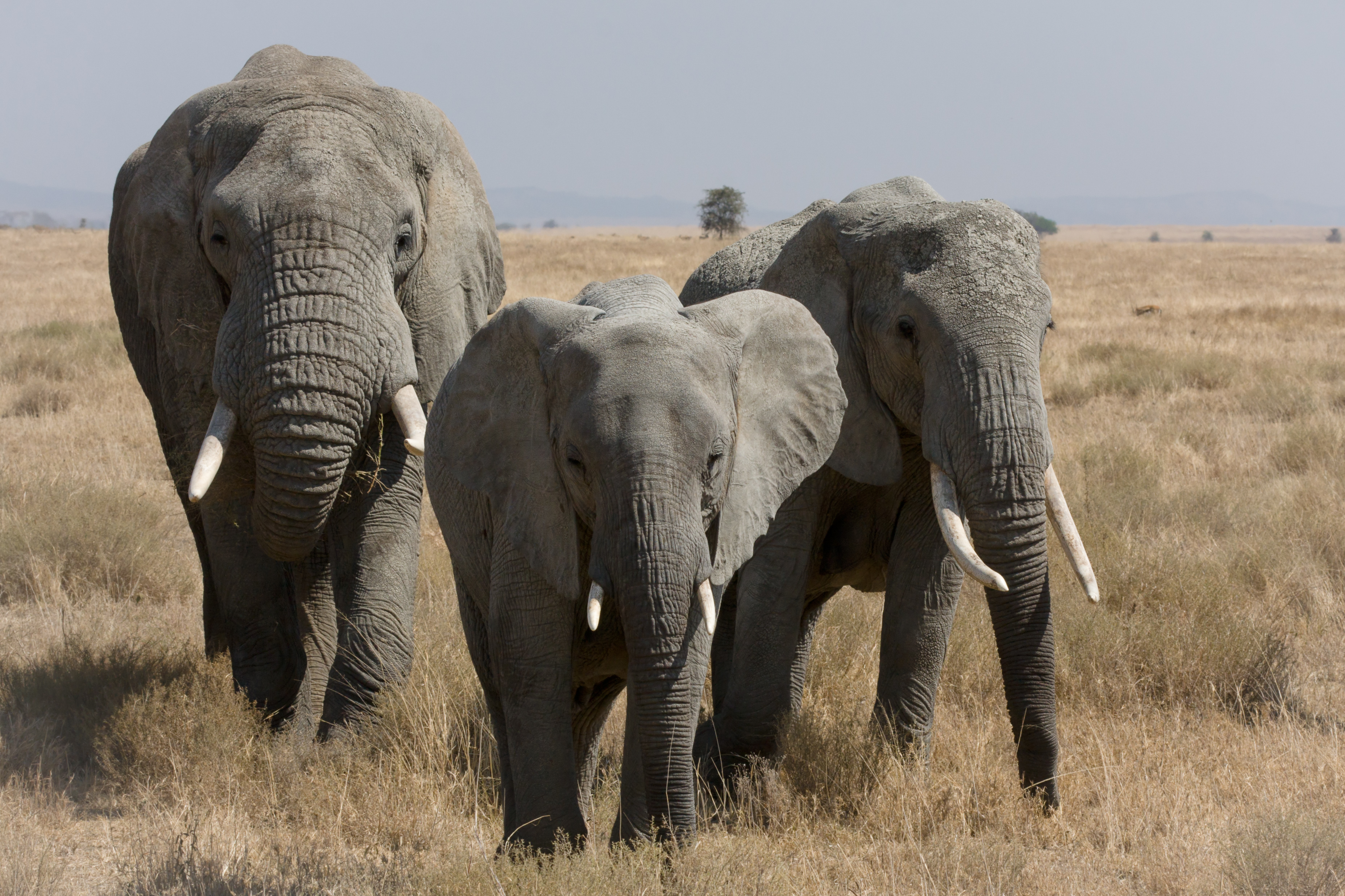
مجموعة عائلية من الفيل الأدغال الإفريقي في تنزانيا

يتم توزيع الأفيال الإفريقية في إفريقيا جنوب الصحراء الكبرى، حيث تسكن المناطق القاحلة في المناطق الساحلية، والغابات المطيرة الاستوائية والغابات الموبانية في المومبو.  الفيلة الغابات الإفريقية توجد فقط في وسط إفريقيا.

## السلوك وعلم البيئة

### العائلة

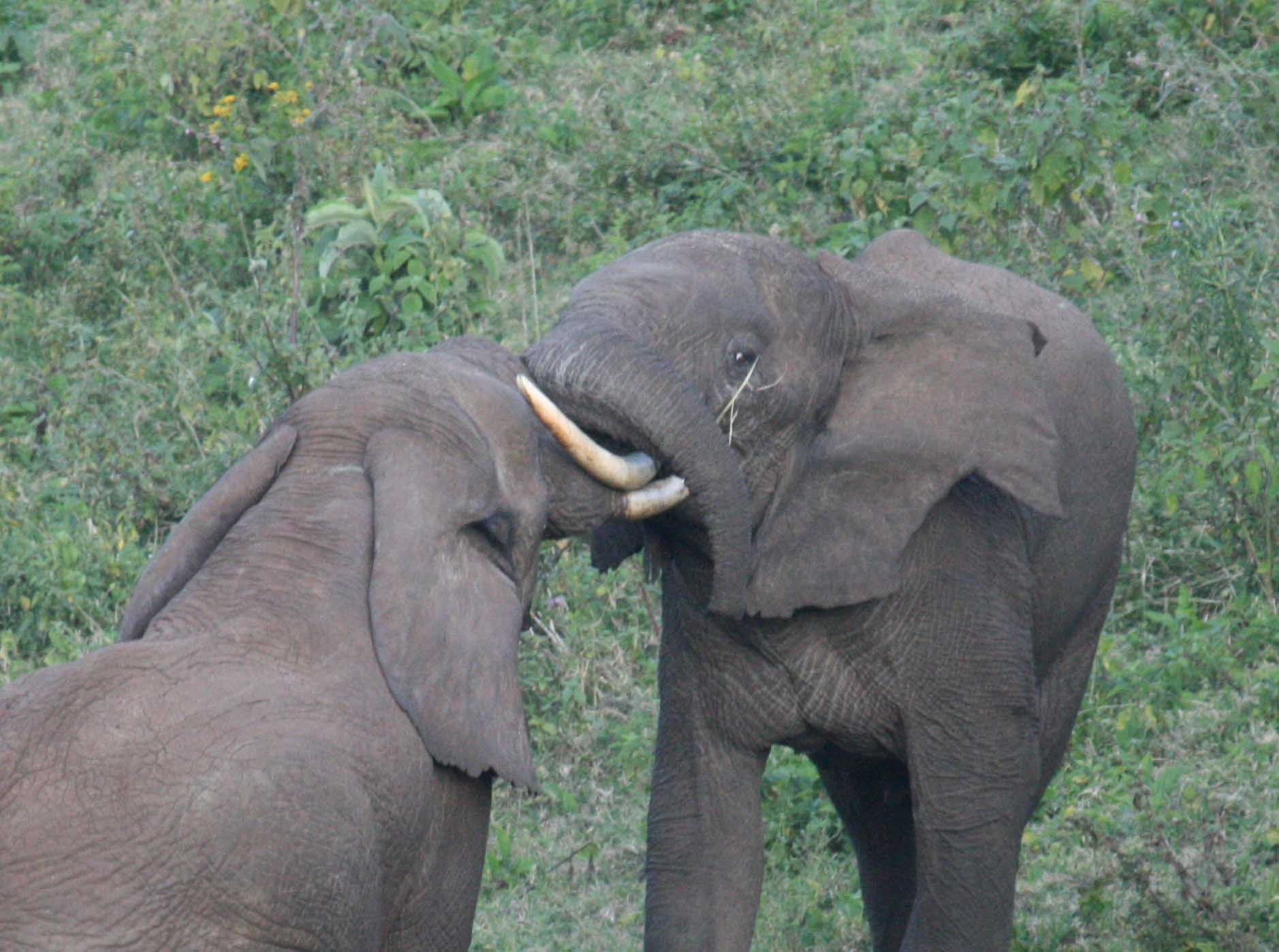
فيلان يتقاتلان

يعيش كلا الفيلين الإفريقيين في وحدات عائلية تضم العديد من الأفيال البالغة وصغارهم دون المستوى. ويقود كل وحدة الأسرة أنثى أكبر سنا المعروفة باسم الأم. مجموعات الفيل الغابات الإفريقية أقل تماسكًا من مجموعات الفيل الأدغال الإفريقية، ربما بسبب نقص الحيوانات المفترسة.
عندما تكون الأسرة منفصلة، فإنها تشكل مجموعات جديدة. بعد البلوغ، تميل الأفيال الذكور إلى تشكيل تحالفات وثيقة مع الذكور الآخرين. في حين أن الإناث هن أكثر الأعضاء نشاطًا في مجموعات الأفيال الإفريقية، فإن الأفيال من الذكور والإناث على حد سواء قادرة على التمييز بين المئات من ترددات الصوتية منخفضة المختلفة للتواصل مع بعضهم البعض والتعرف.
تستخدم الفيلة بعض الأحاديث التي تتجاوز نطاق السمع للبشر، للتواصل عبر مسافات كبيرة. وتشمل طقوس التزاوج الفيل تلامس لطيف من جذوع.

### التغذية

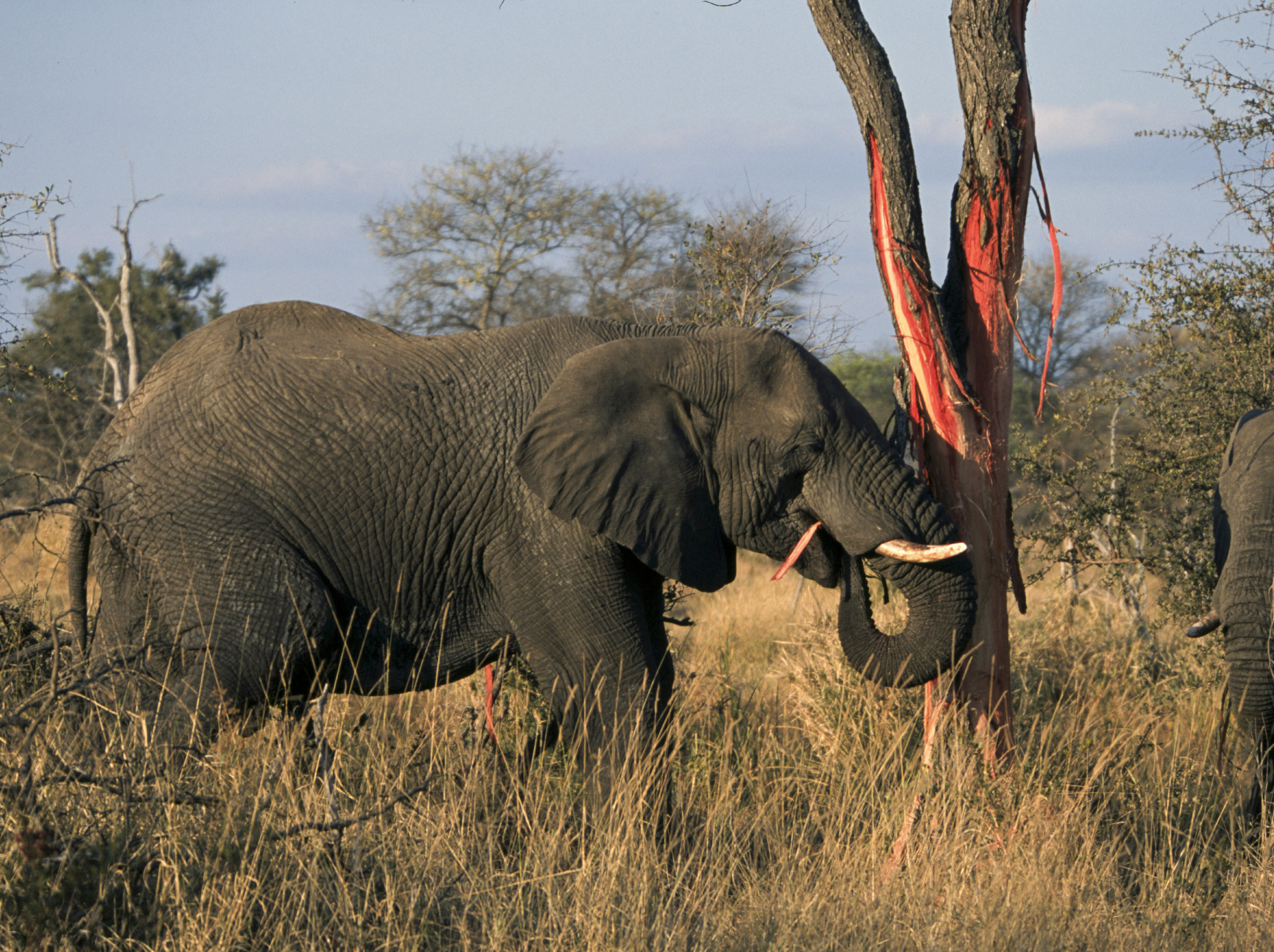
فيل يتغدى على لحاء الأشجار

أثناء التغذية، يستخدم الفيل الإفريقي خرطومه لنتف الأوراق في الفروع الأشجار، مما قد يتسبب في أضرار جسيمة للنباتات. يحدث تخمير الطعام في قاع البحر، مما يسمح بتناول كميات كبيرة من الطعام.

### الذكاء

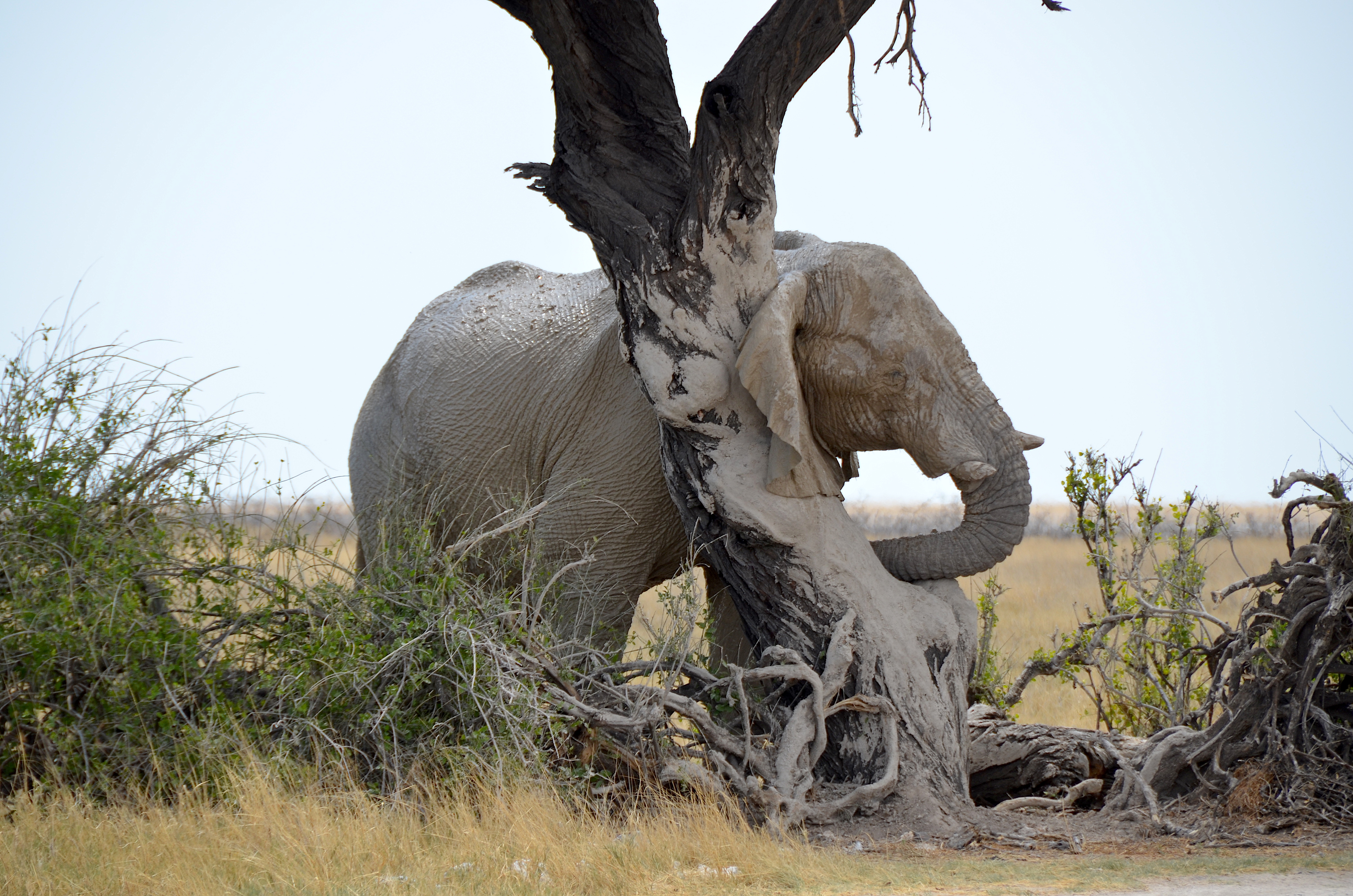
الخدش على شجرة يساعد على إزالة طبقات الجلد الميتة والطفيليات

الافيال الإفريقية ذكية للغاية. لديها قشرة جديدة مخية عصبية جدًا والمعقدة للغاية، وهي سمة موجودة في البشر والقردة وبعض أنواع الدلافين. والفيلة من بين أكثر أنواع الحيوانات ذكاءً. مع كتلة الدماغ تزيد قليلاً عن 5 كـغ (11 رطل)، يكون دماغ الفيل أكبر من دماغ أي حيوان برّي آخر. يشبه دماغ الفيل دماغ الإنسان من حيث التركيب والتعقيد.  يوجد في قشرة الجديدة الفيل عدد من الخلايا العصبية مثل دماغ الإنسان، مما يشير إلى تطور متقارب.
تعرض الفيلة مجموعة واسعة من السلوكيات، بما في ذلك السلوكيات المرتبطة بالحزن والتعلم والمحاكاة والفن واللعب والشعور بروح الدعابة والإيثار واستخدام الأدوات والرحمة والتعاون الوعي الذاتي والذاكرة وربما اللغة. كل هذا يشير إلى نوع ذكي للغاية يعتقد أنه متساوٍ مع الحيتانيات، والقرود.

### التكاثر
الفيلة الإفريقية هي في أكثر الخصخصة بين سن الخامسة والعالية 45. يولد الدغفل بعد فترة الحمل تصل إلى ما يقرب عامين. يتم رعاية الدغافل من قبل والدتهم وغيرهم من الإناث الشابات في المجموعة، والمعروفة باسم الراعيات (allomothering).
تظهر الأفيال الإفريقية مثنوية الشكل الجنسية في الوزن وطول الكتف بحلول سن 20، وذلك بسبب النمو المبكر السريع للذكور. في سن 25، يكون الذكور ضعف وزن الإناث؛ ومع ذلك، لا يزال كلا الجنسين ينموان طوال حياتهم.
الأفيال الإفريقية قادرة على البدء في التكاثر من العمر 10 إلى 12 سنة، وتكون في شبق لمدة 2 إلى 7 أيام. الأفيال لا تتزاوج في وقت محدد؛ ومع ذلك، فهي أقل عرضة للتكاثر في أوقات الجفاف مما كانت عليه عندما تكون المياه وفيرة. تبلغ فترة الحمل للفيل 22 شهرًا وعادة ما تلد الإناث الخصبة كل 3-6 سنوات، لذلك إذا عاشت حوالي 50 عامًا، فقد ينتجن 7 ذرية. الإناث هي شيء نادر وثمين للذكور، لذلك هناك منافسة شديدة للوصول إلى الإناث الشهوانية.
بعد النضج الجنسي، يبدأ الذكور في تجربة (musth)، وهي حالة بدنية وسلوكية عندما يسكر الفيل تتميز بارتفاع هرمون التستوستيرون والعدوان ومزيد من النشاط الجنسي. يخدم (Musth) أيضًا غرض لفت الانتباه إلى الإناث على أنهن من النوعية الجيدة، ولا يمكن محاكاة ذلك كما قد تكون هناك بعض التواصل أو الضوضاء. أثناء منتصف الشبق، تبحث الأفيال عن الذكور في العارضة لحراستها. سوف تصيح الإناث، بصوت عالٍ، لجذب الذكور من أماكن بعيدة. يمكن للأفيال الذكورية أيضًا أن تشم رائحة هرمونات الأنثى الجاهزة للتكاثر.  يؤدي هذا إلى تنافس الذكور مع بعضهم البعض على التزاوج، مما يؤدي إلى تزاوج الإناث مع الذكور الأكبر سنا والأكثر صحة. تختار الإناث النقطة التي يتقابلن بها، لأنهن هن اللاتي يحاولن حمل الذكور على المنافسة لحمايتهم.  ومع ذلك، لا يتم حراسة الإناث في المراحل المبكرة والمتأخرة من شبق، والتي قد تسمح التزاوج من الذكور الأصغر سنا وليس في musth.
تتنافس الذكور الذين تزيد أعمارهم عن 25 عامًا بقوة على الإناث، ويكونون أكثر نجاحًا أكبر وأكثر عدوانية. يميل الذكور الأكبر إلى نسل أكبر. تبدأ الذكور البرية في التكاثر في الثلاثينيات من عمرها عندما يكون حجمها ووزنها تنافس الذكور البالغين الآخرين. يكون النجاح التناسلي عند الذكور هو الحد الأقصى في منتصف البلوغ ثم يبدأ في الانخفاض.  ومع ذلك، يمكن أن يعتمد هذا على ترتيب الذكور ضمن مجموعتهم، حيث يحتفظ الذكور من الرتب العليا بمعدل أعلى للتكاثر. معظم حالات النضج التي تمت ملاحظتها هي من قبل الذكور الذي يزيد عمرها عن 35 عامًا. اثنتان وعشرون ملاحظة طويلة أظهرت أن العمر والعفن عاملان مهمان للغاية؛ حقق كبار السن من الذكور نجاحًا ملحوظًا في الأُبوة مقارنةً بالذكور الأصغر سنًا، مما يشير إلى إمكانية الانتقاء الجنسي لطول العمر في هذا النوع."  (هوليستر سميث وآخرون 287).
عادة ما يبقى الذكور مع الأنثى ورعيها لمدة شهر تقريبًا قبل الانتقال بحثًا عن رفيقة أخرى.  سيكون أقل من ثلث أعداد الأفيال في حالة ذبذبة في أي وقت من الأوقات وتكون فترة الحمل لفيل طويل، لذلك من المنطقي أن يبحث الذكر عن أكبر عدد ممكن من الإناث بدلاً من البقاء مع مجموعة واحدة.[بحاجة لمصدر]

## التهديدات

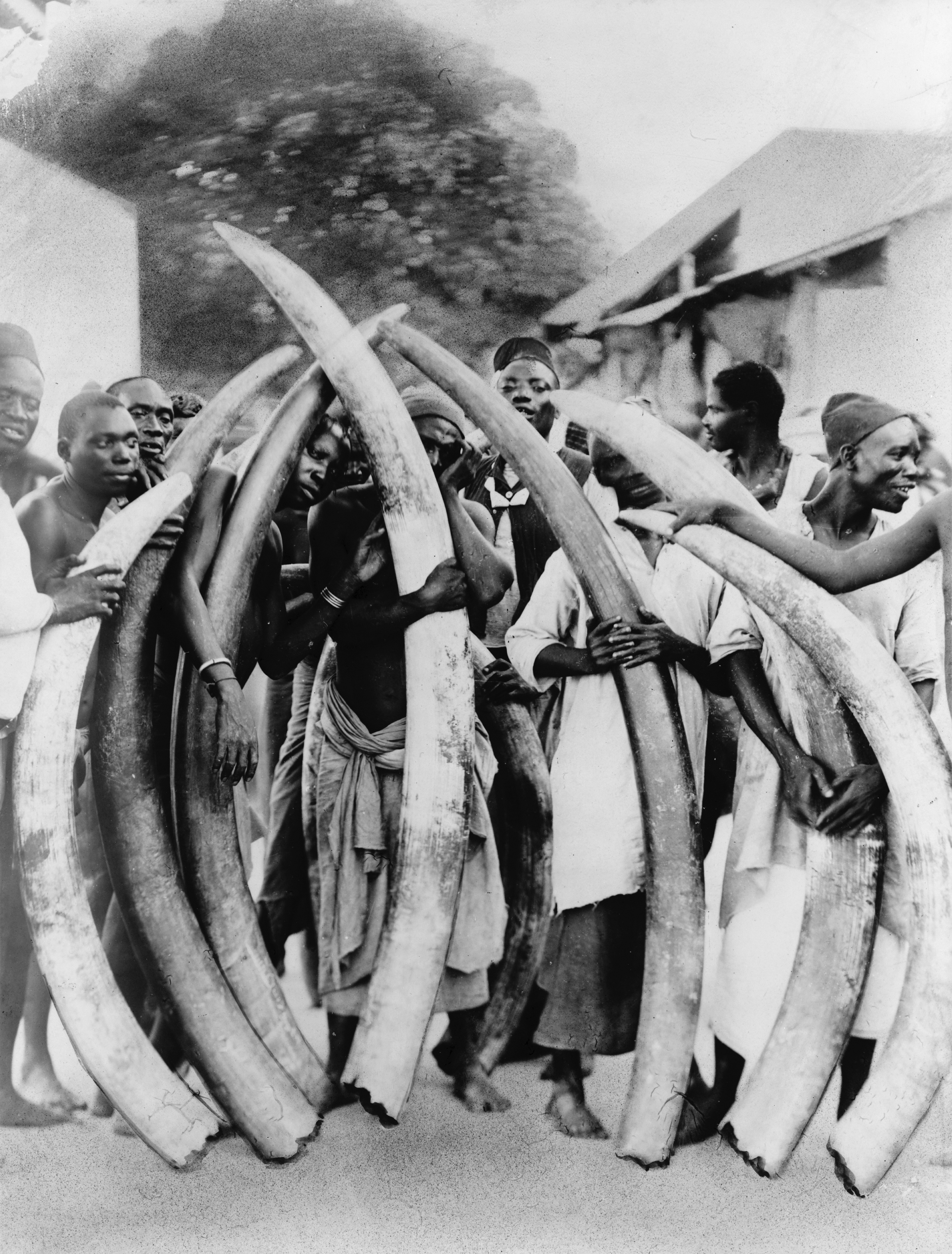
رجال مع أنياب الفيل الإفريقي في دار السلام، حوالي عام 1900

بناءً على أنواع النباتات التي توفر موئلًا مناسبًا للأفيال الإفريقية، فقد قدر أنه في أوائل القرن التاسع عشر كان هناك 26,913,000 من الأفيال الإفريقية كحد أقصى من ساحل إفريقيا في الشمال إلى هضبة هايفيلد في الجنوب إفريقيا. كان انخفاض الموائل المناسبة هو السبب الرئيسي لتراجع أعداد الأفيال حتى الخمسينيات. لقد سارع صيد الفيلة الإفريقية من أجل تجارة العاج إلى الانخفاض منذ سبعينيات القرن العشرين وما بعده. وقدرت القدرة أعداد الفيلة المتبقية بحوالي 8,985,000 فيل على الأكثر بحلول عام 1987. في سبعينيات وثمانينيات القرن العشرين، ارتفع سعر العاج، وتزايد الصيد غير قانوني للعاج على وجه الخصوص في بلدان مجموعة إفريقيا الوسطى حيث تم تسهيل الوصول إلى موائل الأفيال عن طريق قطع الأشجار واستخراج النفط. بين عامي 1976 و 1980، تم تصدير حوالي 830 طنًا (820 طنًا كبيرًا؛ 910 طنًا صغيرًا) من إفريقيا إلى هونغ كونغ واليابان، أي ما يعادل أنيابًا تقارب 222,000 من الأفيال الإفريقية.
تم إجراء أول إحصاء للأفيال الإفريقي في عام 1976. في ذلك الوقت، قدّر أن 1.34 مليون من الأفيال ينتشرون في 7,300,000 كم مربع (2,800,000 ميل مربع). في الثمانينات، كان من الصعب إجراء مسوحات منهجية في العديد من بلدان شرق إفريقيا بسبب الحروب الأهلية. في عام 1987، قدّر أن عدد الأفيال الأفارقة قد انخفض إلى 760,000 فرد. في عام 1989، تم تقدير أن 608,000 فقط من الفيلة الإفريقية قد نجت. في عام 1989، أحرقت دائرة الحياة البرية الكينية مخزنا من الأنياب احتجاجا على تجارة العاجا في التنزانييا. محمية سيلوس جام، واحدة من أكثر المحميات عدداً بالفيلة، انخفض اعداد الفيلة من المحمية من 109,000 في عام 1976 إلى 13000 في عام 2013.
عندما أعيد فتح تجارة العاج الدولية في عام 2006، زاد الطلب والسعر على العاج في آسيا.  في حديقة زاكوما الوطنية في تشاد، قُتل أكثر من 3200 من الأفيال بين عامي 2005 و 2010. ولم يكن في الحديقة حراس كافيين لمكافحة الصيد الغير قانوني، وكانت أسلحتهم قديمة. سهلت شبكات جيدة التنظيم تهريب العاج عبر السودان. قدرت حكومة تنزانيا أن أكثر من 85000 من الأفيال قد فقدت بسبب الصيد الجائر في تنزانيا بين عامي 2009 و 2014، وهو ما يمثل خسارة بنسبة 60 ٪. بحلول عام 2014، قدّر أن 50000 فقط من الأفيال ظلت في وسط إفريقيا. آخر الأفراد الرئيسيين موجودون في الغابون وجمهورية الكونغو. في عام 2012، ذكرت صحيفة نيويورك تايمز حدوث عمليات كبيرة في الصيد الغير القانوني، حيث يتدفق نحو 70 ٪ من المنتج إلى الصين.
تعد النزاعات بين الأفيال وتزايد عدد البشر من الأسباب الرئيسية في تهديد الأفيال. وقد أدى التعدي البشري على المناطق الطبيعية التي تتواجد فيها فيلة الأدغال الإفريقية أو وجودها المتزايد في المناطق المجاورة ادى مجموعات الأفيال إلى البحث عن مناطق بعيدة عن البشر. تم العثور على سجلات صوتية لنحل العسل غاضب على أنه يستطيع بشكل ملحوظ في طرد الفيلة من المنطقة.
وفقًا لصندوق العالمي للطبيعة، في عام 2014، قدّر إجمالي عدد الفيلة الإفريقية بحوالي 700,000، ويقدر عدد الأفيال الآسيوية بحوالي 32,000. عدد الأفيال الإفريقية في جنوب إفريقيا كبير ومتسع، مع أكثر من 300,000 داخل المنطقة؛ بوتسوانا لديها 200,000 وزيمبابوي 80,000. أعداد كبيرة من الأفيال محصورة في مناطق محمية جيدًا. ومع ذلك، فقد كانت التقديرات المتحفظة أن 23,000 من الفيلة الإفريقية قد قُتلت على أيدي الصيادين في عام 2013 وأن أقل من 20 ٪ من مجموعة الفيل الإفريقي كانت تحت الحماية الرسمية. أصدر الاتحاد الدولي لحفظ الطبيعة تقريراً في سبتمبر 2016 يقدر عدد أعداد الأفيال في إفريقيا بـ 415,000. وذكروا أنه في العقد الماضي، انخفاض الأعداد إلى 111,000 الفيلة.  هذا هو أسوأ انخفاض في السنوات ال 25 الماضية.
كانت الصين أكبر سوق للعاج غير القانونية، لكنها أعلنت أنها ستقوم بالتخلص التدريجي من التصنيع المحلي وبيع المنتجات العاجية في مايو 2015، وفي سبتمبر من ذلك العام، قالت الصين والولايات المتحدة الأمريكية «إنهما ستقومان بفرض حظر كامل تقريبًا على استيراد وتصدير العاج.» استجابةً لذلك، انتقل المستهلكون الصينيون إلى شراء العاج من خلال الأسواق في لاوس، مما دفع مجموعات الحفاظ على البيئة إلى الضغط على لاوس لإنهاء التجارة.

## جهود الحفظ
في عام 1986، تم إطلاق قاعدة بيانات الفيل الإفريقي بهدف مراقبة حالة أعداد الأفيال الإفريقية. تتضمن قاعدة البيانات هذه نتائج المسوحات الجوية وتعداد الروث والمقابلات مع السكان المحليين وبيانات عن الصيد الجائر.
في عام 1989، ادرجت معاهدة التجارة العالمية لأصناف الحيوان والنبات البري المهدد بالانقراض الفيل الإفريقي في قائمة CITES. حظرت هذه القائمة التجارة الدولية للأفيال الإفريقية وأجزاء جسمها من قبل الدول التي وقعت اتفاقية CITES. أفيال الصيد محظورة في جمهورية إفريقيا الوسطى وجمهورية الكونغو الديمقراطية والغابون وساحل العاج والسنغال. بعد بدء الحظر في عام 1990، انخفضت مبيعات التجزئة لمنحوتات العاج في جنوب إفريقيا بأكثر من 95٪ خلال 10 سنوات. نتيجة للحظر التجاري، تعافت الأفيال الإفريقية في بلدان مجموعة جنوب إفريقيا.
أنشأت مجموعة الأفيال الإفريقية المتخصصة فرق عمل صراع الإنسان-الفيل، بهدف تطوير استراتيجيات لتخفيف حدة الصراعات.
في عام 2005، تم توقيع معاهدة التفاهم الخاصة بغرب إفريقيا الفيل بواسطة 12 دولة من غرب إفريقيا. قدمت اتفاقية حفظ أنواع الحيوانات البرية المهاجرة دعما ماليا لمدة أربع سنوات لتنفيذ إستراتيجية غرب إفريقيا لحماية الأفيال، التي تشكل المكون الرئيسي لهذه المعاهدة الحكومية الدولية.

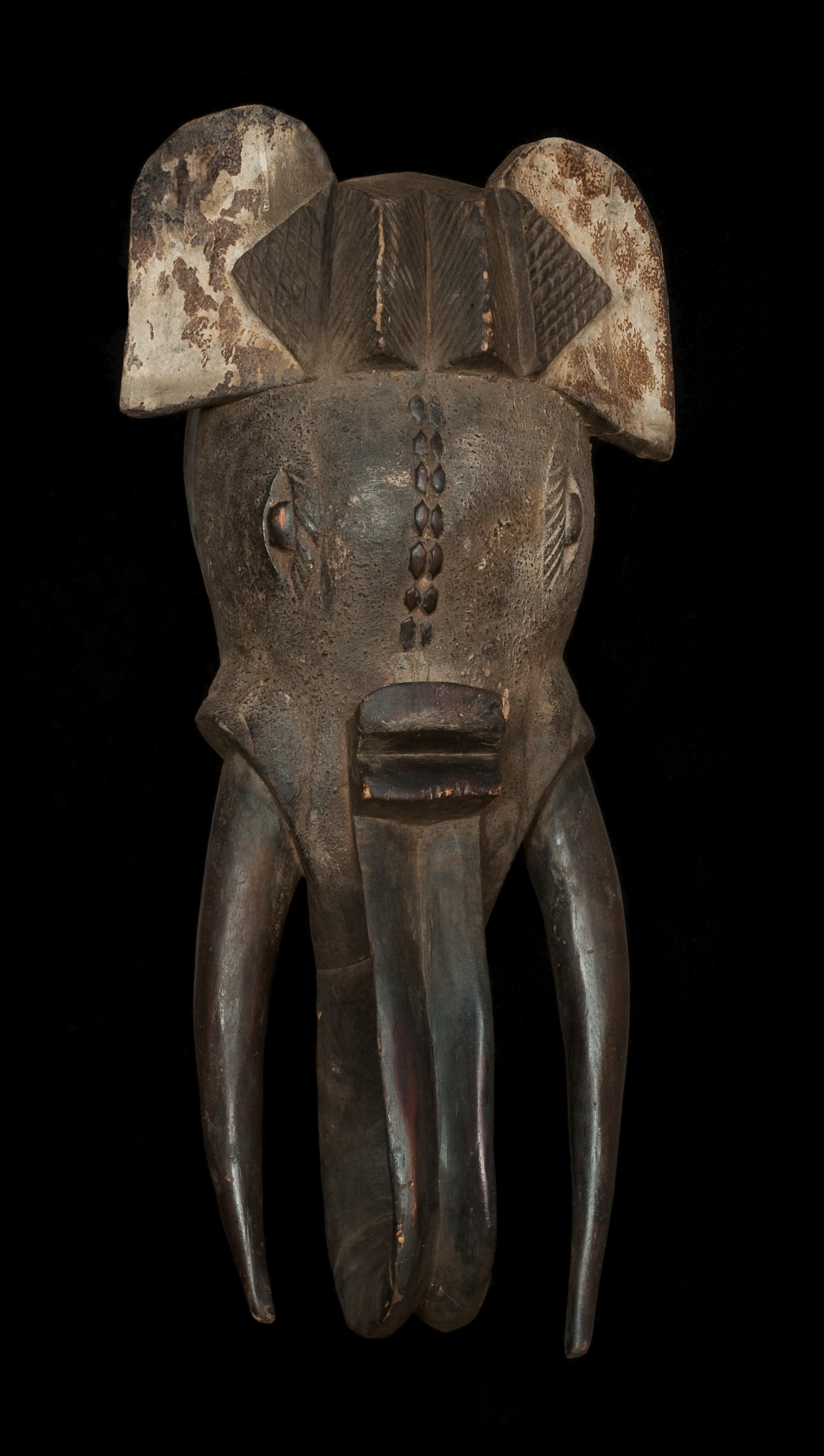
قناع الفيل في ساحل العاج

في عام 2019، تم حظر تصدير الأفيال الإفريقية البرية إلى حدائق الحيوان في جميع أنحاء العالم، مع إضافة استثناء من قبل الاتحاد الأوروبي وهو للسماح بالتصدير في«حالات استثنائية حيث ... يعتبر النقل إلى مواقع خارج الموطن الطبيعي سيوفر دليلاً في الموقع الطبيعي فوائد الحفاظ على الفيلة الإفريقية». سبق أن سمح بالتصدير في جنوب إفريقيا حيث قامت زيمبابوي بالتقاط وتصدير أكثر من 100 من الفيلة الصغيرة إلى حدائق الحيوان الصينية منذ عام 2012.

## في الثقافة
تبجل العديد من الثقافات الإفريقية الفيل الإفريقي كرمز للقوة والسلطة. كما تمت الإشادة بحجمها وطول عمرها، والقدرة على التحمل، والقوة العقلية، والروح التعاونية، والولاء. الأهمية الدينية للحيوان في الغالب طوطمية. اعتقدت العديد من المجتمعات أن رؤساءها سيتم تجسدهم كأفيال. خلال القرن العاشر الميلادي، قام شعب الإغبو-أوكوو، بالقرب من دلتا النيجر، بدفن قادتهم بأنياب الفيل.
جنوب إفريقيا، تستخدم أنياب الفيل في شعار النبالة لتمثيل الحكمة والقوة والاعتدال والخلود. الفيل ذو أهمية رمزية لأمة ساحل العاج (Côte d'Ivoire)؛ يتميز شعار النبالة في ساحل العاج بنقوش رأس الفيل كنقطة محورية له. في مملكة داهومي في غرب إفريقيا (التي أصبحت الآن جزءًا من بنين)، ارتبط الفيل بحكام القرن التاسع عشر لشعب الفون، غوزو وابنه غليل. يُعتقد أن الحيوان يستحضر القوة والتراث الملكي والذاكرة الدائمة كما هي مرتبطة بالأمثال: «هناك حيث يمر الفيل في الغابة، يعرفه» و «يخطو الحيوان على الأرض، لكن الفيل ينزل بقوة.» علمهم يصور فيلًا يرتدي التاج الملكي.